# Corte e gravação a laser

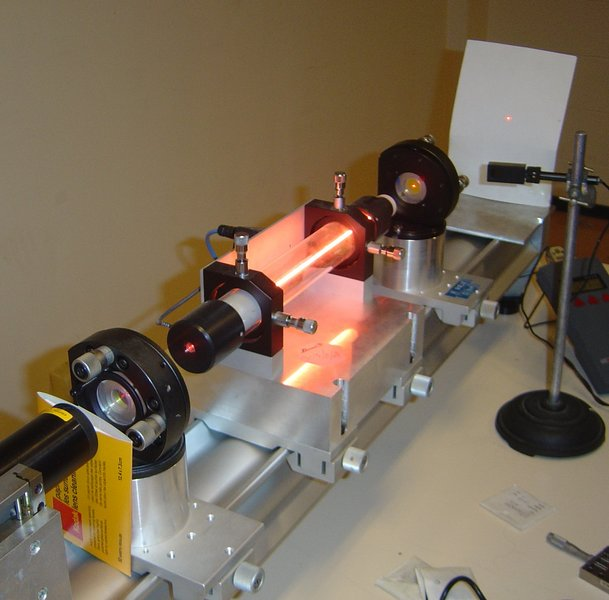
Demonstração de um laser no laboratório Kastler-Brossel

Corte e gravação a laser é uma tecnologia que usa um laser para cortar materiais e é normalmente usada para aplicações de fabricação industrial, mas também está começando a ser usada por escolas, pequenas empresas e hobistas. O laser corte funciona direcionando a saída de um laser de alta potência mais comumente através da ótica. A [óptica laser] e CNC (controle numérico computadorizado) são usadas para direcionar o material ou o raio laser gerado. Um laser comercial para materiais de corte envolvia um sistema de controle de movimento para seguir um CNC ou código G do padrão a ser cortado no material. O raio laser focalizado é direcionado ao material, que então derrete, queima, evapora ou é soprado por um jato de gás, deixando uma borda com um acabamento superficial de alta qualidade. Os cortadores a laser industriais são usados para cortar materiais de chapas planas, bem como materiais estruturais e de tubulação.
Os equipamentos de corte e gravação a laser são máquinas que possuem como sua principal ferramenta o tubo de laser do tipo CO2. Estas máquinas são utilizadas em diversas indústrias para corte e/ou gravação de materiais por meio do resultado do comportamento do material escolhido quando exposto a altas temperaturas.
No caso das máquinas de laser CO2, estes aparelhos possuem integrado, um tubo de laser selado incorporado por outros dois cilindros internos. No primeiro cilindro, visualizando de dentro para fora, localiza-se os gases que são responsáveis pela reação que origina o laser. Apesar de serem chamados popularmente de laser CO2, este invólucro além do dióxido de carbono, possui outros gases entre eles o nitrogênio (N2).
O segundo tubo intermediário é responsável pela passagem de água que serve como método de esfriamento do primeiro cilindro. O líquido indicado para arrefecimento são fluídos como a água desmineralizada que evita a contaminação do sistema de esfriamento e a formação de fungos. Esta água é esfriada através de um aparato conhecido como chiller que é responsável por manter a temperatura do fluído na condição ideal para a estabilização do laser. O terceiro e último invólucro é responsável por manter o sistema do laser ileso em relação as intempéries do ambiente externo.
O feixe de laser é direcionado do tubo selado por meio de um conjunto de espelhos de molibdênio e uma lente ZnSe responsável por determinar a distância focal, ou seja, a posição onde o laser tem sua maior influência sobre o ponto de contato com o material a ser cortado e/ou gravado.
Retornando ao equipamento, o sistema de movimentação da cabeça de corte/gravação é gerenciado por uma placa controladora de comandos numéricos computadorizados (CNC) com instruções de coordenadas do tipo X,Y. A placa CNC é controlada por um programa específico de comandos que pode ser instalado num computador comum de mercado conforme características mínimas recomendadas pelo fabricante.
Com ajuda deste software pode-se enviar para o equipamento, arquivos de diversos formatos conhecidos como; arquivos vetoriais (linhas) com extensões do tipo EPS, AI, (Adobe Ilustrator) e DXF, PLT (AutoCAD) ou arquivos de imagens bitmap do tipo JPG, PNG (Adobe Photoshop). O usuário do equipamento por meio do programa pode definir instruções de velocidade e potência para compor o trabalho que vai ser efetuado pela máquina. As áreas úteis de corte/gravação e a potência do tubo de laser CO2, variam conforme os fabricantes e a procedência dos equipamentos.
Os materiais indicados para corte a laser são o acrílico, MDF, tecidos, couro, cortiça, papéis, papelão, cartão duplex/triplex, entre outros. Os substratos para gravação são indicados o acrílico, MDF, madeira, couro, aço inox, alumínio anodizado, pedras naturais, porcelanato, vidros entre outros materiais indicados pelo fabricante do equipamento. 
Os equipamentos de corte e gravação a laser CO2 novacut são utilizados nas indústrias de sinalização, comunicação visual, brindes promocionais, arquitetura e engenharia para maquetes, indústria têxtil e couro, indústria metalúrgica e eletrônica, indústria de vidros e pedras naturais, entre outras utilidades e usos.
Alguns cuidados devem ser respeitados em relação a operação destes equipamentos. O tubo de laser CO2 aqui descrito é um dispositivo a laser de Classe IVe trata-se de um utensílio extremamente perigoso. É altamente recomendado o uso de equipamentos de proteção individual EPI´s como máscara de filtragem de odores devido a fumaça e gases que são liberados durante o corte e ou gravação dos materiais e também o uso de óculos de proteção para evitar exposição direta dos olhos do operador a radiação do laser. Recomenda-se seguir rigorosamente as orientações do fabricante do equipamento para evitar danos ou acidentes aos usuários destes maquinários.

## História
Em 1965, a primeira máquina de corte a laser de produção foi usada para  broca furos em diamante  morre. Esta máquina foi feita pelo Western Electric Engineering Research Center. Em 1967, os britânicos foram pioneiros no corte a jato de oxigênio auxiliado por laser para metais. No início dos anos 70, essa tecnologia foi colocada em produção para cortar titânio para aplicações aeroespaciais. Ao mesmo tempo, lasers CO2 foram adaptados para cortar não-metais, como têxteis, porque, na época, os lasers CO2 não eram poderosos o suficiente para superar a condutividade térmica de metais.